# Robert Evans (periodista)
Robert Evans (22 de marxo de 1988 en San Luis, Misuri) es un periodista estadounidense que ha informado sobre conflictos globales y extremismo en línea. Exeditor del sitio web de humor Cracked, Evans actualmente escribe para el medio de periodismo de investigación Bellingcat mientras trabaja en varios pódcast, incluidos Behind the Bastards, Behind the Police, It Could Happen Here, The Women's War y Worst Year Ever. En 2021 publicó su primera novela, After The Revolution, en un podcast serializado.

## Carrera

### Inicios de su carrera
Evans trabajó en el sitio web de humor Cracked como director editorial. En ese puesto, Evans dirigió un equipo que publicó artículos de «experiencia personal». Estos artículos se clasifican en dos categorías principales: artículos periodísticos que involucran una variedad de fuentes y narrativas personales.
En 2016, Evans publicó su libro A Brief History of Vice sobre los efectos de los narcóticos en el desarrollo y la historia de la civilización.

### Periodismo
Evans ha informado sobre conflictos en Irak, Ucrania y Rojava, así como sobre extremistas de extrema derecha en los Estados Unidos, algunos de estos informes se realizaron para el sitio de informes de investigación Bellingcat. Evans es el presentador de los pódcast Behind the Bastards y Worst Year Ever.
En 2019, Evans completó la serie de pódcast The War on Everyone, un podcast sobre cómo la supremacía blanca y el fascismo se han desarrollado y se han extendido a la conciencia estadounidense en la era moderna, así como It Could Happen Here, un podcast sobre la posibilidad de una segunda guerra civil estadounidense (la primera habiendo sido la Guerra de Secesión). Evans publicó una nueva serie de pódcast titulada The Women's War en marzo y abril de 2020 sobre la región autónoma principalmente kurda en Siria conocida como Rojava. Evans también publicó una serie de pódcast titulada Behind the Police en junio y julio de 2020, que cubre la historia de la policía en los Estados Unidos para informar el momento actual de disturbios civiles. Behind the Police era una miniserie de Behind the Bastards. Behind the Police era coconducido con Jason Petty. Más recientemente, en noviembre de 2020 hasta principios de 2021, Evans publicó Uprising: A Guide From Portland, un podcast que detalla relatos de primera mano de las protestas de George Floyd de 2020 en Portland, Oregón.

### Reportaje significativo
Evans ha producido una variedad de contenido sobre facetas de la cultura de Internet, que incluyen informes sobre 8chan, un tablero de mensajes anónimos, así como Gamergate, un movimiento que describe como generado en gran parte orgánicamente, con cierta dirección dada por supremacistas blancos y extremistas con larga experiencia en radicalizar a las personas en los foros de Internet.
Tras los atentados de Christchurch en marzo de 2019, medios de comunicación como Rolling Stone, Vox y The Atlantic hicieron referencia a la advertencia de Evans sobre la naturaleza del manifiesto del tirador. Evans argumentó que el manifiesto era simplemente un red herring lleno de referencias y memes destinados a distraer a los observadores. Después del tiroteo en la sinagoga de Poway de 2019, Vox se basó en el trabajo de Evans para explicar cómo el manifiesto del tirador volvió a constituir una broma interna de 74 páginas destinada a radicalizar aún más a otros usuarios del foro de discusión política /pol/ de 4chan.
En un artículo de Bellingcat, Evans discutió el surgimiento y las cualidades del movimiento boogaloo, un grupo de individuos que expresan interés en fomentar disturbios civiles en los Estados Unidos. Evans dice que se dio cuenta del movimiento boogaloo cuando observó a los miembros en el Día del Cabildeo de la Liga de Defensa de los Ciudadanos de Virginia de 2020.

### Protestas George Floyd en Portland
Desde principios hasta mediados de 2020, Evans cubrió las protestas por la muerte de George Floyd en Portland, Oregón, comenzando en los primeros días de las protestas tomando imágenes de manifestantes, contramanifestantes y policías y reportando a través de Bellingcat y otros medios. Su reportaje sobre estos hechos ha sido destacado por The New York Times, que entrevistó a Evans después del día 50 de protestas sobre la experiencia de cubrir los hechos.
En julio, Evans se unió a una demanda colectiva contra la ciudad de Portland por el uso de la fuerza policial en las protestas. La demanda no es monetaria, sino que busca «desagravio declaratorio y cautelar, pidiendo al tribunal que encuentre a los demandantes dentro de sus derechos y que ordene a la policía que deje de brutalizar y arrestar ilegalmente a los manifestantes». Evans se unió a la periodista independiente Bea Lake y a la especialista en servicios de vivienda Sadie Oliver-Gray como demandante. La demanda alega que los agentes de policía fueron ilegalmente violentos, impidieron que los periodistas informaran e interfirieron con el derecho a la libertad de expresión. La demanda describe incidentes que le ocurrieron a Evans, entre ellos, que «la policía supuestamente lo amenazó con arrestarlo si no abandonaba el área, le disparó en el pie con una granada de gas lacrimógeno y lo roció y lo empujó repetidamente».
El sábado 22 de agosto, un manifestante de derecha que empuñaba un bastón le rompió la mano a Evans mientras filmaba. En una conversación con The Guardian, Evans dijo que los contramanifestantes de derecha «vinieron absolutamente preparados para pelear», fueron «muy agresivos desde el primer momento» y estaban equipados con «cuchillos, pistolas, pistolas de paintball con perdigones congelados y bastones». El manifestante que empuñaba la porra fue identificado más tarde como Alan Swinney. Videos lo mostraron agrediendo a otros y apuntando con un arma a alguien en la protesta. Swinney fue arrestado e imputado en Portland por seis cargos de agresión y armas ilegales.

### Carrera en podcast
Evans es el anfitrión del podcast Behind the Bastards y uno de los tres coanfitriones del podcast Worst Year Ever. En 2019, Evans completó la serie de podcasts The War on Everyone, un podcast sobre cómo la supremacía blanca y el fascismo se han desarrollado y extendido a la conciencia estadounidense en la era moderna, así como Podría suceder aquí, un podcast sobre la posibilidad de una Segunda Guerra Civil Estadounidense. Evans publicó una nueva serie de podcasts titulada The Women's War en marzo y abril de 2020 sobre la región autónoma principalmente kurda en República Árabe Siria conocido como Rojava. Evans también publicó un Behind the Bastards miniserie de podcasts titulada Behind the Police en junio y julio de 2020, cubriendo la historia de la policía en los Estados Unidos para informar al momento actual de disturbios civiles. Behind the Police fue coanimado por Jason Petty. En noviembre de 2020 hasta principios de 2021, Evans publicó Uprising: A Guide to Portland, un podcast que detalla los relatos de primera mano de las protestas por la muerte de George Floyd en Portland.

### Cool Zone Media
Agosto de 2021, iHeartMedia anunció el lanzamiento de una nueva red de podcasts "Cool Zone Media" dirigida por Evans, quien se convertiría en su jefe de contenido. La red uniría bajo un mismo paraguas los podcasts existentes y futuros de Evans y sus colaboradores frecuentes, como Jake Hanrahan y Jason "Propaganda" Petty.

## Podcasts
- After The Revolution (2021): Una versión en audiolibro de la primera novela de ficción de Evans.
- Assault on America (2021): Una miniserie que examina los acontecimientos en torno al ataque al Capitolio de los Estados Unidos el 6 de enero.
- Behind the Bastards (2018 - ): La serie de podcasts insignia y de mayor duración de Evans.
- Behind the Insurrections (2021): Una miniserie que detalla varios golpes históricos, lanzada después del ataque al Capitolio de los Estados Unidos en 2021.
- Behind the Police (2020): Una miniserie sobre la historia de la policía estadounidense, lanzada a raíz de las protestas de George Floyd de 2020
- It Could Happen Here (2019, 2021 - ): Originalmente una miniserie sobre la posibilidad de una Segunda Guerra Civil Estadounidense, luego relanzada como un podcast diario.
- The Women's War (2020): Evans detalla su experiencia visitando la Administración Autónoma de Rojava
- Uprising: A Guide to Portland (2021): Un informe de primera mano y antecedentes sobre las protestas en curso en Portland, Oregón.
- Worst Year Ever (2019 - ): Un proyecto conjunto con Katy Stoll y Cody Johnston; originalmente comenzó a discutir las próximas elecciones presidenciales de Estados Unidos de 2020 que, con el comienzo de la pandemia de COVID-19, se convirtieron en una serie semanal de tema general.

## Libro
- Evans, Robert (2016). A Brief History of Vice: How Bad Behavior Built Civilization. Penguin Random House. ISBN 9780147517609.
- Evans, Robert (2022). After The Revolution. [S.l.]: AK Press. ISBN 1-84935-462-6. OCLC 1267687454.